# Шошкалы (село)
Шошкалы (каз. Шошқалы) — село в Енбекшильдерском районе Акмолинской области Казахстана. Входит в состав Баймырзинского сельского округа. Код КАТО — 114534500.

## География
Село расположено возле одноимённого озера, в южной части района, на расстоянии примерно 48 километров (по прямой) к югу от административного центра района — города Степняк, в 11 километрах к юго-востоку от административного центра сельского округа — села Баймырза.
Абсолютная высота — 318 метров над уровнем моря.
Ближайшие населённые пункты: село Алаколь — на юге, село Баймырза — на северо-западе.

## Население
В 1989 году население села составляло 420 человек (из них казахи — 52 %, русские — 39 %).
В 1999 году население села составляло 217 человек (115 мужчин и 102 женщины). По данным переписи 2009 года, в селе проживало 218 человек (110 мужчин и 108 женщин).
| Численность населения | Численность населения | Численность населения |
| 1989                  | 1999                  | 2009                  |
| --------------------- | --------------------- | --------------------- |
| 420                   | ↘217                  | ↗218                  |

## Улицы[5]
- ул. Бурабай
- ул. Жамбыла Жабаева